# Charles Adderley (1er baron Norton)
Charles Bowyer Adderley, 1er baron Norton (2 août 1814 - 28 mars 1905) est un homme politique conservateur britannique.

## Jeunesse et éducation
Charles Bowyer Adderley est le fils aîné de Charles Clement Adderley (décédé en 1818), descendant d'une ancienne famille du Staffordshire, et de sa femme, fille d'Edmund Cradock-Hartopp, 1er baronnet. Il hérite de Hams Hall, Warwickshire, et des biens de son grand-oncle, Charles Bowyer Adderley, en 1826. Il fait ses études à Christ Church, Oxford, où il obtient un baccalauréat ès arts en 1838.

## Carrière politique
En 1841, il entre à la Chambre des communes en tant que député de North Staffordshire, conservant son siège jusqu'en 1878, date à laquelle il est créé baron Norton. La carrière ministérielle d'Adderley commence en 1858, lorsqu'il est nommé président du Conseil de santé et vice-président du Comité du Conseil de l'éducation dans le court ministère de Lord Derby. Toujours sous lord Derby, il est sous-secrétaire d'État aux Colonies de 1866 à 1868, responsable de l'acte qui a donné naissance au Canada, et de 1874 à 1878, il est président de la Chambre de commerce . Il est admis au Conseil privé en 1858, et nommé Chevalier Commandeur de l'Ordre de Saint-Michel et Saint-Georges (KCMG) lors des honneurs d'anniversaire de 1869 et, en 1878, il est élevé à la pairie en tant que baron Norton, de Norton-on-the-Moors dans le comté de Stafford. Norton est un homme d'église et particulièrement intéressé par l'éducation et les colonies.
Adderley rejoint l'Association de Canterbury le 27 mars 1848 et est membre du comité de direction depuis le début. En 1852/53, il a payé 500 £ pour les frais de fermeture de l'association.

## Famille
En 1842, il épouse Julia Anne Eliza (1820–1887), fille aînée de Chandos Leigh (1er baron Leigh), avec qui il a plusieurs fils. Son fils aîné Charles Leigh Adderley lui succède dans la baronnie. Un autre fils, James Granville Adderley, vicaire de Saltley, est connu comme un défenseur du socialisme chrétien. Sa fille Isabel épouse en 1876 Vauncey Harpur Crewe de Calke Abbey, plus tard 10e baronnet.
Adderley Street est une rue célèbre du Cap, en Afrique du Sud, considérée comme la rue principale du quartier central des affaires. En 1850, le maire du Cap, Hercules Jarvis, l'a nommé pour honorer Adderley qui a combattu avec succès une proposition visant à faire du Cap une colonie pénale.
Adderley Head, un promontoire entre le port de Lyttelton et Port Levy, près de Canterbury, en Nouvelle-Zélande, porte son nom.